# Eduardo A. Quisumbing
Eduardo Arguelles Quisumbing, także Eduardo Quisumbíng y Argüelles (ur. 24 listopada 1895, zm. 23 sierpnia 1986) – filipiński botanik.

## Życiorys
Urodził się 24 listopada 1895 w Santa Cruz w prowincji Laguna. Był synem Honorato Quisumbinga oraz Ciriaci Arguelles. Ukończył studia licencjackie w zakresie rolnictwa na Uniwersytecie Filipińskim w 1918. Kontynuował edukację na Uniwersytecie Chicagowskim. Uzyskał tam magisterium, następnie zaś doktorat z botaniki. Kierował Muzeum Narodowym Filipin. Walnie przyczynił się do odtworzenia Herbarium Narodowego po zniszczeniu zbiorów tej instytucji podczas drugiej wojny światowej. Kolekcja, licząca przed rozpoczęciem działań wojennych przeszło 300 tysięcy okazów została przywrócona do swej dawnej świetności po niemal dwóch dekadach starań podejmowanych przez Quisumbinga.
Rozwinął szeroką działalność badawczą. Początkowo w kręgu jego zainteresowań znajdowały się przede wszystkim banany, w tym ich wzrost oraz rozmnażanie. Poczynione przezeń ustalenia znalazły praktyczne zastosowanie w przemysłowej uprawie tych roślin owocowych na Filipinach. Później zaczął się również zajmować innymi obszarami botaniki. Jako pierwszy Filipińczyk badał papryki, a także rodzime dla archipelagu rośliny trujące. Zwrócił się wreszcie w stronę roślin mających zastosowanie medyczne. Owocem jego pracy w tym zakresie była monumentalna Medicinal Plants of the Philippines. Pozycja ta zawiera informacje na temat 858 występujących na Filipinach roślin o właściwościach leczniczych. Był także ekspertem w zakresie filipińskich storczyków. Odnotował występowanie 900 gatunków tych roślin, a ponadto odkrył 58 gatunków storczykowatych endemicznych dla Filipin. Opisał liczne nowe taksony roślin okrytozalążkowych, samodzielnie lub we współautorstwie (często z amerykańskim orchidologiem Oakesem Amesem). Uznaje się go za pioniera filipińskich badań nad storczykami.
W uznaniu zasług dla rozwoju krajowej botaniki przyznano mu tytuł Narodowego Naukowca Filipin w 1980. Zmarł 23 sierpnia 1986.
Na jego cześć nazwano rodzaj storczyków Quisumbingia Merr.